# Veniliornis
Veniliornis is een geslacht van vogels uit de familie spechten (Picidae).

## Soorten
Het geslacht kent de volgende soorten:
- Veniliornis affinis – Roodvleugelspecht
- Veniliornis callonotus – Roodrugspecht
- Veniliornis cassini – Goudkraagspecht
- Veniliornis chocoensis – Chocóspecht
- Veniliornis dignus – Geelbuikspecht
- Veniliornis frontalis – Vlekkapspecht
- Veniliornis kirkii – Roodstuitspecht
- Veniliornis lignarius – Streepkopspecht
- Veniliornis maculifrons – Geeloorspecht
- Veniliornis mixtus – Streepstaartspecht
- Veniliornis nigriceps – Bandbuikspecht
- Veniliornis passerinus – Musspecht
- Veniliornis sanguineus – Bloedrugspecht
- Veniliornis spilogaster – Parelbuikspecht